# Alwernia (przystanek kolejowy)
Alwernia – nieczynny przystanek osobowy w alwernijskiej osadzie Spalona, w województwie małopolskim, w Polsce; znajduje się przy skrzyżowaniu kolejowo-drogowym drogi wojewódzkiej nr 780 z linią kolejową nr 103, usytuowany jest w kilometrze 14,260 tejże linii, między dawną stacją Regulice i przystankiem osobowym Okleśna. W przeszłości posterunek ruchu obsługiwał ruch pociągów ze stacji Trzebinia Siersza i Jaworzno Szczakowa w kierunku Suchej Beskidzkiej.